# August Sicard von Sicardsburg

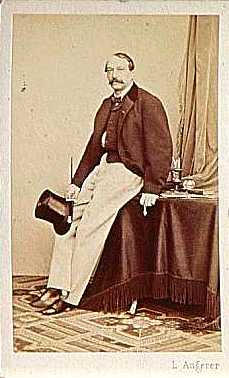
August Sicard von Sicardsburg

August Sicard von Sicardsburg, född 6 december 1813 i Buda, död 11 juni 1868 i Weidling vid Wien, var en österrikisk arkitekt. 
Han studerade i Wien, blev 1835 assistent vid Wiener Polytechnikum, assisterade tidvis även sin lärare Peter von Nobile. Med sin studiekollega Eduard van der Nüll gjorde han 1839–43 en omfattande studieresa, under vilken deras livslånga samarbete grundlades. Sicardsburg stod därvid i huvudsak för den teknisk-organisatoriska delen och van der Nüll för den estetisk-dekorativa. Efter hemkomsten blev Sicardsburg professor vid Wiens konstakademi. Tillsammans vann de arkitekturtävlingen för operahuset, Wiener Staatsoper (1861–69), det första monumentalbygget vid den nyanlagda Wiener Ringstraße. Sicardsburg avled dock i tuberkulos kort efter van der Nülls självmord 1868 och operahuset invigdes först året därpå.
Sicardsburggasse i Wien-Favoriten är uppkallad efter honom.

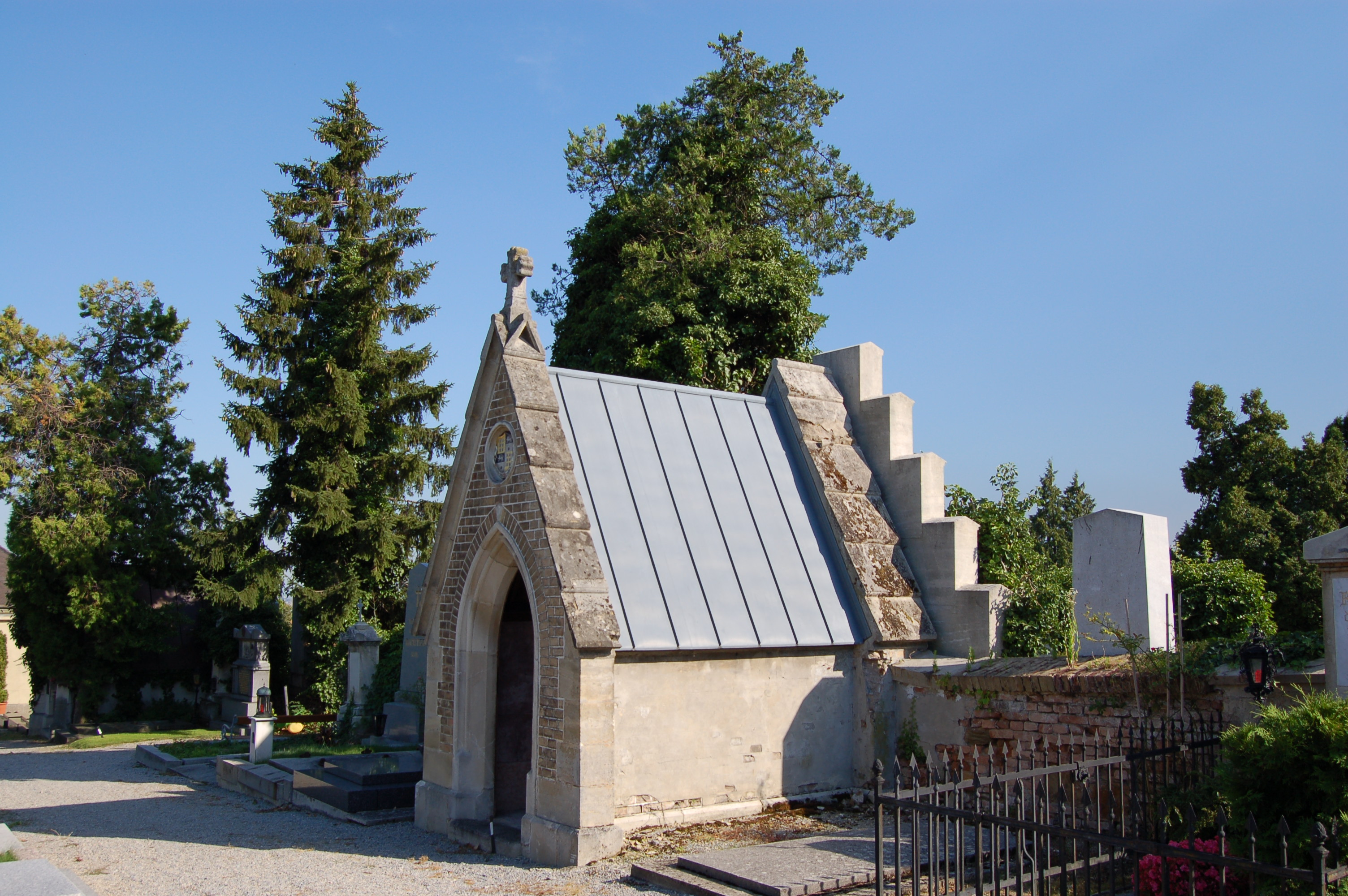
Sicard von Sicardsburgs mausoleum på Grinzinger Friedhof.